# Dongxia, Anhui
Dongxia är en köping i östra Kina. Den ligger i Langxi härad i staden Xuancheng i provinsen Anhui, omkring 190 kilometer sydost om provinshuvudstaden Hefei. Antalet invånare är 14 256. Befolkningen består av 6 855 kvinnor och 7 401 män. Barn under 15 år utgör 16,0 %, vuxna 15-64 år 72 %, och äldre över 65 år 11,0 %.